# Santa Catalina
|  | Per a altres significats, vegeu «Santa Catalina (desambiguació)». |

La barriada de Santa Catalina, tradicionalment Santa Caterina, és una de les zones que conformen l'àrea urbana de la ciutat de Palma. Es troba en un turó de la ciutat confrontant amb els barris del Jonquet, Son Espanyolet, Son Armadans, el Camp d'en Serralta, Jaume III i del Puig de Sant Pere, barriades en les quals tradicionalment hi ha hagut una gran rivalitat entre els seus veïns. És una de les zones típiques de Ciutat com l'anomenen els habitants de Palma. És molt coneguda pel mercat anomenat Mercat de Santa Catalina que encara conserva el sabor dels mercats tradicionals mallorquins i on es poden comprar productes típics dels camps autòctons.

## Història
Històricament va ser un barri de pescadors, ja que la seva situació era molt propera al mar, això va fer que encara es conservin les típiques cases d'una o dues plantes, amb les seves característiques terrasses i façanes amb persianes mallorquines. Algunes disposen d'un petit jardí que encara permet recordar com era el barri en temps encara no tan llunyans. Santa Catalina té un gran encant tant pels mateixos mallorquins com pels forans, ja que conserva el tipisme dels barris mallorquins de cases baixes i carrers tranquils.
El germen del barri va ser l'assentament d'El Jonquet. La denominació fa referència a una zona de jonqueres, planta que devia ser molt abundant per la seva proximitat al mar. Aquest nucli originari va ser lloc de poblament de pescadors, al qual s'afegiren oficis relacionats també amb el món de la mar com el dels "cordelers" i altres com els moliners.
Testimonis d'aquestes activitats són els molins d'El Jonquet així com els molins del Carrer Indústria.
Santa Catalina ha sigut tradicionalment el raval de Palma, ja que comptava amb un gran nombre de fàbriques i els seus habitants eren de classe obrera. Degut a això sempre se l'ha considerada una barriada amb tendències polítiques d'esquerra (va albergar la seu de l'extinta Esquerra Republicana Balear), a diferència de les barriades veïnes Son Armadans o Puig de Sant Pere amb les que històricament sempre hi ha hagut una certa rivalitat que s'ha anat esvaïnt al llarg del temps degut als moviments migratoris tant de cataliners cap a altres zones de Palma i de Mallorca com per l'arribada d'immigrants espanyols i estrangers cap a la barriada a la segona meitat del segle xx i principi de segle xxi.
El barri es va enriquir al pas del segle xix al segle xx amb edificis de tall modernista, molts dels quals encara són conservats. Un dels exemples més notables és l'edifici del Teatre «Mar i Terra» (1898), adquirit per l'ajuntament el 2002 i restaurat per l'arquitecte Bartomeu Ramon entre 2009 i 2010.
El barri compta amb una parròquia, la de Sant Magí a més de tots els serveis necessaris per la vida actual com centres de salut, escoles, oficina de correus, oficines bancàries ... així com una gran multitud d'establiments hostalers que van des del petit i tranquil restaurant o el típic bar de barri, al pub decorat amb les últimes tendències artístiques.